# Karl Franz af Preussen
Prins Karl Franz af Preussen (tysk: Karl Franz Prinz von Preußen) (født 15. december 1916, død 23. januar 1975) var en tysk prins af Preussen.
Prins Karl Franz var den eneste søn af Prins Joachim af Preussen og prinsesse Marie Auguste af Anhalt. Han var dermed barnebarn af Kejser Wilhelm 2. af Tyskland. Prins Karl Franz' ældste søn, Prins Franz Wilhelm giftede sig i 1976 med den russiske tronprætendent Storfyrstinde Maria Vladimirovna af Rusland.